# Karolina Wydra
Karolina Wydra (Opole, 5 de março de 1981) é uma atriz e modelo estadunidense de origem polonesa. Ela é mais conhecida por interpretar Dominika Petrova na série americana House MD.

## Televisão
| Ano  | Nome                         | Personagens      |
| ---- | ---------------------------- | ---------------- |
| 2011 | House MD                     | Dominika Petrova |
| 2011 | Law & Order: Criminal Intent | Christina        |
| 2014 | True Blood                   | Violet           |
| 2016 | Quantico                     | Sasha Barinov    |